# Baltimore (Vermont)
Pour les articles homonymes, voir Baltimore (homonymie).
Baltimore est une ville du comté de Windsor au Vermont aux États-Unis. En 2010 la population était de 244 habitants.
| Cavendish (Vermont) |           |                       |
|                     | Baltimore |                       |
|                     |           | Springfield (Vermont) |